# Drahoslavická lípa
Drahoslavická lípa je památná lípa malolistá (Tilia cordata), která roste v osadě  Drahoslavice  přibližně 3 km jihovýchodně od Českého Krumlova.

## Popis
Lípa se nachází východně od bývalého poplužního dvora na katastrálním území vesnice Slupenec.
Dle AOPK jde památný strom č. 103100 vyhlášený okresním národním výborem v Českém Krumlově dne 15. listopadu 1990 s datem účinnosti o měsíc starším. Strom dorůstá výšky 32 m a obvod jeho kmene  je 513 cm.